# Aschauer Ache
Aschauer Ache är ett vattendrag i Österrike.   Det ligger i förbundslandet Tyrolen, i den centrala delen av landet, 300 kilometer väster om huvudstaden Wien.
I omgivningarna runt Aschauer Ache växer i huvudsak blandskog. Runt Aschauer Ache är det ganska tätbefolkat, med 52 invånare per kvadratkilometer.